# استان دنیزلی
دنیزلی (به ترکی استانبولی: Denizli) نام یکی از استان‌های ترکیه است که مرکز آن هم شهری به همین نام است.

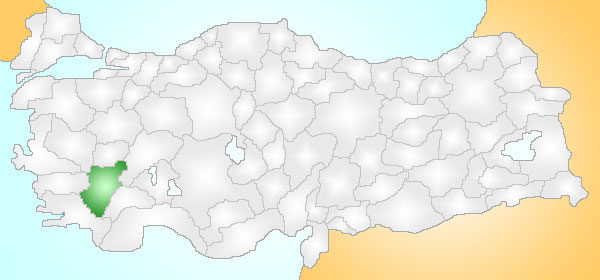
محل استان دنیزلی در نقشهٔ ترکیه